# Ernst Hohenemser
Ernst Hohenemser (Mannheim, 1870 - 1940) is een Duits aforismenschrijver en vertaler. Hij studeerde rechten, filosofie en kunstgeschiedenis en promoveerde in 1899 in Heidelberg op de filosofie van Gottfried Wilhelm Leibniz. Hohenemser wijdde zijn verdere leven aan literatuur en kunst. In 1918 publiceerde hij een omvangrijke verzameling Aphorismen, die nog steeds geciteerd worden. Later vestigde hij zich in Rome. Hij vertaalde de gedichten van Catullus, de Ars amatoria van Ovidius en talrijke kunsthistorische geschriften en reisgidsen. 